# Montgomery, West Virginia
Montgomery är en ort i Fayette County, och Kanawha County, i West Virginia i USA. Vid 2010 års folkräkning hade Montgomery 1 638 invånare.

## Kända personer från Montgomery
- Mike Barrett, basketspelare